# Молчанов Станіслав Віталійович
Станісла́в Віта́лійович Молча́нов — молодший сержант Збройних сил України.

## Нагороди
За особисту мужність, сумлінне та бездоганне служіння Українському народові, зразкове виконання військового обов'язку відзначений — нагороджений
- орденом За мужність III ступеня (3.11.2015).